# ويندي جونسون
ويندي جونسون (بالإنجليزية: Wendy Johnson)‏ هي عالمة نفس أمريكية، ولدت في 2 أكتوبر 1955.